# Lierne
Lierne este o comună din provincia Nord-Trøndelag, Norvegia.